# كيفن غريني (لاعب كرة قدم أمريكية)
كيفن غريني هو مصارع محترف ولاعب كرة قدم أمريكية محترف أمريكي، ولد في 31 يوليو 1962 في سكنيكتادي في الولايات المتحدة وتوفى في ديسمبر 2020 في مدينة ديستن بولاية فلوريدا الأمريكية. اختير كيفن ضمن قاعة مشاهير محترفي كرة القدم الأمريكية في عام 2016.

## وصلات خارجية
- كيفن غريني على موقع مرجع كرة القدم المحترفة.كوم (الإنجليزية)
- كيفن غريني على موقع CageMatch worker (الإنجليزية)